# عمر ناجي
عمر ناجي هو ممثل ومخرج مصري، وهو الزوج الرابع للممثلة المصرية زبيدة ثروت.

## حياته
قَضى فترة طفولته المبكرة في صعيد مصر وأنهى دراسته المتوسطه وعامه الأول من كلية طب جامعة أسيوط، ثم ترك الطب في عامه الثاني والتحق بالمعهد العالي للفنون المسرحية، وعمل أثناء دراسته بفرقة يوسف وهبي، كبطلٍ للعديد من مسرحياته مثل: الأخرس وبنت الهوى، ثم التحق فيما بعد بالمسرح القومي وقام ببطولة مسرحية مقالب عطيات، ثم تعرف عليه رمسيس نجيب وقدمه في فيلم حتى آخر العمر، ومن بعده شارك في العديد من الأفلام والعديد من الأعمال التلفزيونية والتي من أبرزها الأخرس، وذئاب الجبل، والأخطبوط.
يُعتبر تجسيده لشخصية "الريس دبيكي"، كبير المطاريد بالجبل في مسلسل ذئاب الجبل، خلال فترة التسعينيات، بأكثر أدواره بروزًا.

## وفاته
توفي في 27 أغسطس 2018 في كاليفورنيا في الولايات المتحدة، حيث يقيم فيها مُنذ فترة وارتبط بها بالكثير من الأعمال التجارية.

## روابط خارجية
- عمر ناجي على موقع الدهليز
- عمر ناجي على موقع قاعدة بيانات الأفلام العربية
- ملخص عن حياة عمر الناجي على يوتيوب (قناة ويكيبيديا العربية)